# المختار النايلي
المختار النايلي، ولد يوم 3 سبتمبر 1953 بتونس، هو لاعب كرة قدم تونسي سابق ويشغل خطة حارس مرمى. بقي شهيرا بعدما حرس شباك منتخب تونس لكرة القدم في كأس العالم لكرة القدم 1978 بالأرجنتين. في هذه المناسبة، فاجأت تونس العالم بفوزها على المكسيك 1/3 وخصوصا بالتعادل مع ألمانيا حاملة اللقب 0/0. في الحقيقة، لم يكن المختار النايلي سيخوض المونديال كأساسي بما أنه كان معوض الصادق ساسي، ليس فقط في منتخب تونس لكرة القدم بل أيضا في النادي الإفريقي. لكن المباراة التحضيرية التي خسرتها ضد هولندا بنتيجة 4/0 دفعت المدرب إلى التعويل على المختار النايلي. بعد ذلك، لعب النايلي 30 مقابلة مع منتخب تونس لكرة القدم حتى آخر مقابلة في جوان 1982. ثم أصبح مدرب الحراس.

## روابط خارجية
- المختار النايلي على موقع الاتحاد الدولي (مؤرشف)  (الإنجليزية)
- المختار النايلي على موقع قاعدة بيانات كرة القدم.إي يو (الإنجليزية)
- المختار النايلي على موقع ناشيونال فوتبول تيمز (الإنجليزية)
- المختار النايلي على موقع Soccerway.com (الإنجليزية)
- المختار النايلي على موقع عالم كرة القدم.نت (الإنجليزية)